# Dietrich Buxtehude
« Buxtehude » redirige ici.  Pour la ville allemande, voir Buxtehude (ville).
Dieterich Buxtehude (en allemand : [ˈdiːtəʁɪç bʊkstəˈhuːdə], en danois : Diderik Buxtehude), né vers 1637 à Helsingborg ou Buxtehude ou Oldesloe et mort le 9 mai 1707 à Lübeck, est un musicien, organiste et compositeur allemand d'ascendance danoise. Établi à Lübeck, l'une des villes les plus actives sur le plan musical en son temps, il compose pour la liturgie, mais aussi pour des concerts spirituels ou profanes plaisant au public local, notamment les Abendmusiken, veillées musicales de l'Avent dont il fait une institution qui se perpétue jusqu'au XIXe siècle. 
L'un des musiciens les plus reconnus en son temps, il entretient de fructueuses amitiés musicales, comme avec Johann Adam Reinken, et attire de nombreux élèves parmi lesquels on compte Nicolaus Bruhns et sans doute Jean-Sébastien Bach. Son œuvre, dont une partie importante nous est parvenue, compte parmi les plus riches d'Allemagne pour la génération située après Sweelinck et Schütz et avant Bach, avec celles de Reinken et de Pachelbel et est devenue un classique du répertoire d'orgue. Les pièces de musique vocale ont retrouvé la faveur des interprètes et du public à partir des années 1970, grâce aux recherches sur la musique baroque menées dès les années 1960 et poursuivies depuis.

## Biographie

### Jeunesse

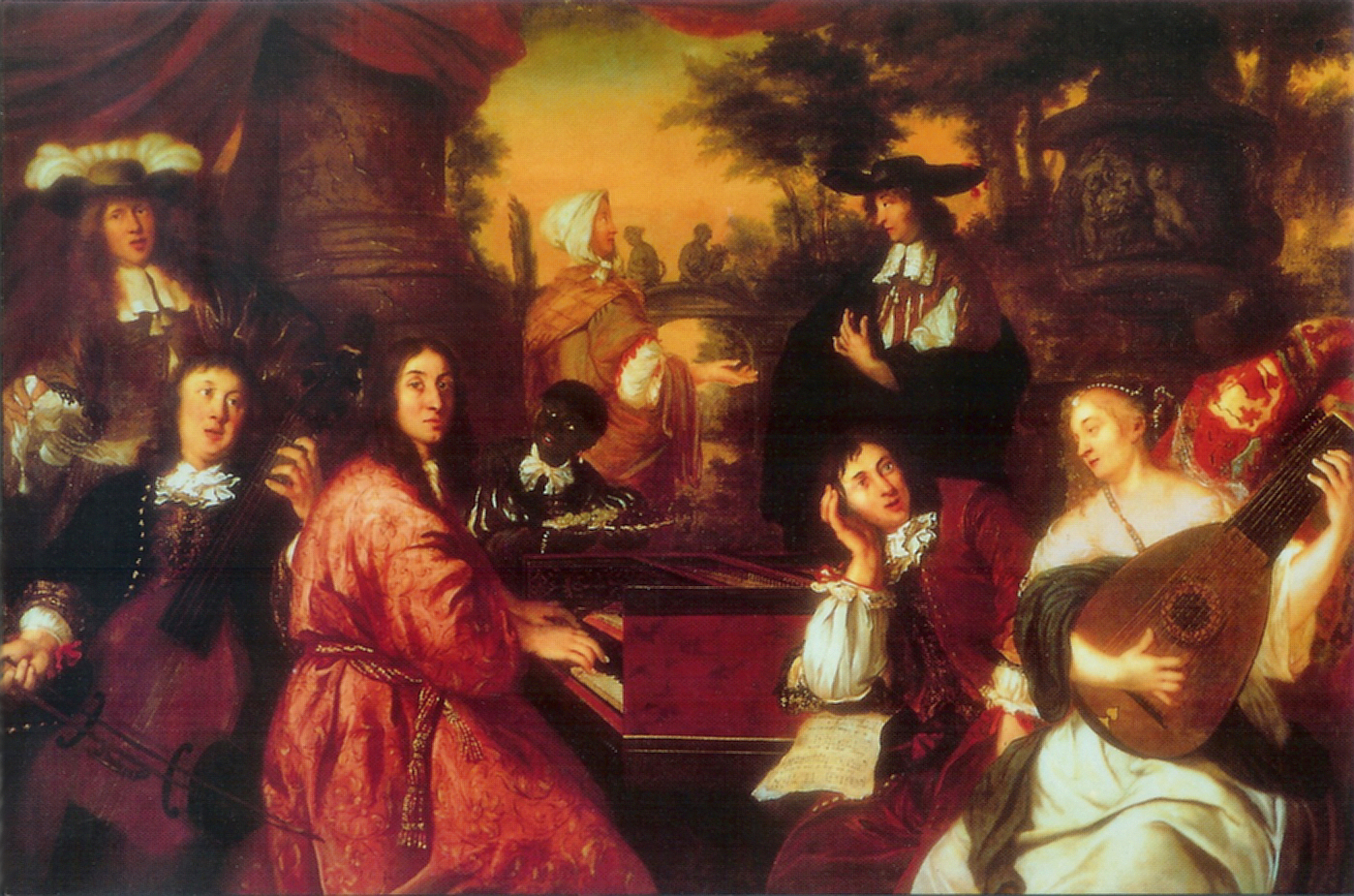
Scène de musique dans un intérieur, par Johannes Voorhout (1674). Dietrich Buxtehude tient la viole, aux côtés de Reinken au clavecin.

Les origines de Dietrich Buxtehude sont mal connues, même si différents témoignages permettent de privilégier la date de 1637 pour sa naissance, probablement à Helsingborg. Il est également possible qu'il tienne son nom de la ville de Buxtehude, où il a pu naître, non loin de la capitale de l'orgue d'Europe du Nord, Hambourg. Son père, Johannes Buxtehude, sans doute né à Oldesloe (dans le Holstein, près du Danemark), était organiste lui-même : il occupa la tribune de l'église Sainte-Marie d'Helsingborg (du début des années 1630 à 1641 ou 1642), puis celle de Saint-Olaf d'Elseneur (à partir de 1642, avant de renoncer à son poste en 1672, et de s'installer à Lübeck, près de son fils, où il mourut en 1674). De la mère de Dietrich, on ne connaît que le prénom, Helle, et celui de son propre père, Jesper, ce qui pourrait indiquer une souche danoise de foi protestante luthérienne.
L'éducation de Dietrich Buxtehude se déroule donc pour l'essentiel au Danemark, où il vit dès l'âge de cinq ans. Outre de possibles études classiques à la Lateinschule d'Elseneur, il étudie la musique, sous la conduite de son père. Il assiste également au relevage de l'orgue de Saint-Olaf par Johann Lorentz, en 1649-1650, probable occasion d'un apprentissage de la facture d'orgue.

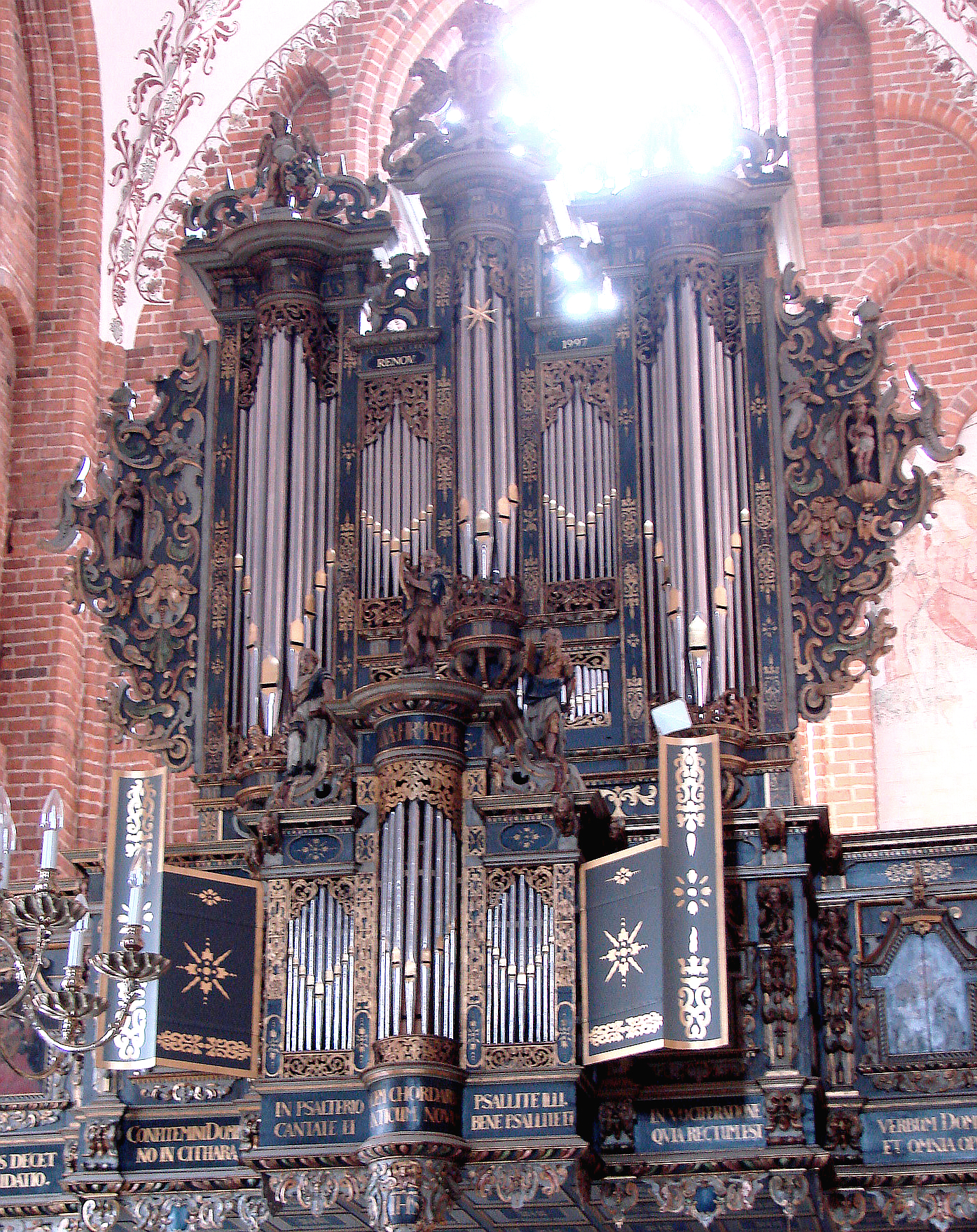
Orgue de Sainte-Marie d'Elseneur, dont Dietrich Buxtehude est titulaire entre 1660 et 1668.

On ne sait rien de plus sur ses années de formation, sa scolarité à la Lateinschule s'étant peut-être achevée vers l'âge de dix-huit ans, en 1655. Tout juste peut-on émettre l'hypothèse qu'il se soit rendu à Copenhague, où la cour de Frédéric III est un des foyers musicaux les plus brillants d'Europe, et surtout où est établi Johann Lorentz le Jeune (1610-1689), l'un des organistes les plus réputés de son temps, titulaire de la Nikolaïkirche, et qui compte parmi les proches de Johannes Buxtehude. Il est également possible que Dietrich se soit rendu à Lübeck, auprès de Franz Tunder, ou encore à Hambourg, auprès de Heinrich Scheidemann (lui-même élève de Sweelinck), occasion d'une première rencontre avec Reinken.

### Le début de carrière et l'installation à Lübeck
Dietrich Buxtehude est nommé titulaire de Sainte-Marie de Helsingborg en 1657 ou 1658, dans une région ravagée par la guerre entre le Danemark et la Suède. En 1660, Buxtehude succède à l'organiste Claus Dengel, à Sainte-Marie d'Elseneur. Ses appointements passent de 75 à 200 thalers par an, nettement plus que les 125 thalers que gagne son père à Saint-Olaf. Dietrich Buxtehude réside avec ses parents, et voit sa réputation d'organiste grandir. Il se lie d'amitié avec Marcus Meibom, fidèle de sa paroisse, et surtout humaniste renommé et historien de la musique.
En 1667, à la mort de l'organiste Franz Tunder, Buxtehude est retenu pour lui succéder comme titulaire de Sainte-Marie de Lübeck : il y prend officiellement ses fonctions le 11 avril 1668. La vieille capitale hanséatique est une métropole commerçante d'importance, bien qu'une crise économique y sévisse alors. L'organiste est la principale figure musicale de la ville, et ses nouveaux revenus s'élèvent à 472 thalers, soit plus du double de son salaire à Elseneur. Son installation est rapide : il acquiert la bourgeoisie lubeckoise le 23 juillet 1668 et le 3 août, il épouse une fille de son prédécesseur, Anna Margaretha, née en 1646, ils auront sept filles entre 1669 et 1686.

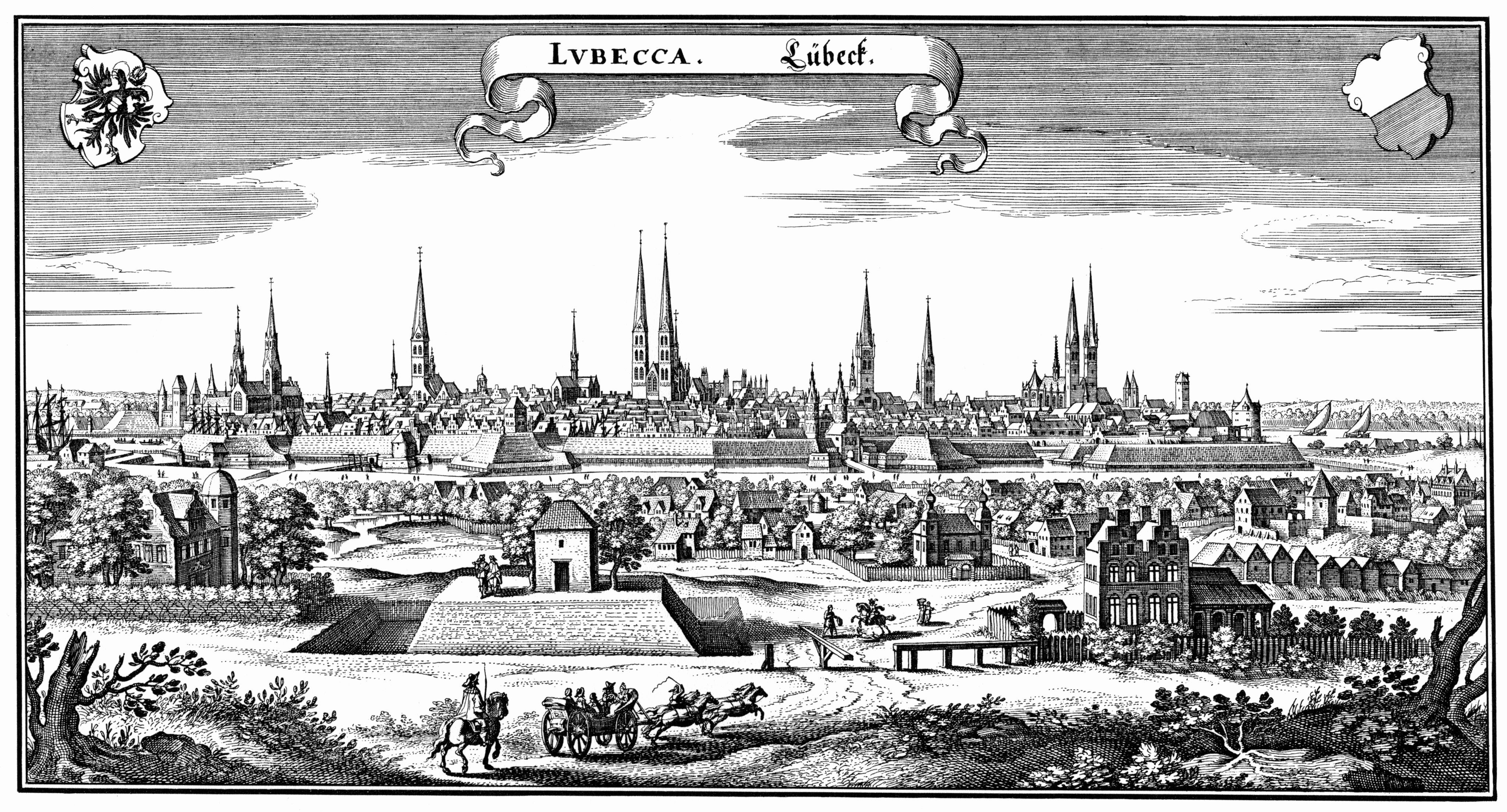
Vue de Lübeck en 1641 depuis la rive ouest de la Trave (gravure de Matthaüs Merian). On voit au centre les flèches de Sainte-Marie, l'ancienne cathédrale étant à droite.

### À Lübeck
Buxtehude cumule les fonctions d'organiste et d'administrateur de Sainte-Marie, plus importante église de la ville. Sa responsabilité d'organiste comprend par ailleurs le déroulement musical des cérémonies, au grand-orgue et, pour certaines cérémonies, à un deuxième orgue situé dans la chapelle « de la danse macabre », dans le transept nord ; mais aussi l'entretien des instruments (et la commande de travaux d'importance en cas de nécessité) ; la direction d'un ensemble musical (sept musiciens appointés par la ville, trois par l'église, un organiste pour le positif) ; et la responsabilité sur l'école voisine de Sainte-Catherine, où un cantor dirige un ensemble vocal. Buxtehude reprend également les veillées musicales ou Abendmusiken initiées par son prédécesseur Franz Tunder, des concerts spirituels proches de l'oratorio, et leur donne une dimension nouvelle. Enfin, la bourgeoisie lubeckoise le sollicite pour composer des musiques destinées à des fêtes privées, à des mariages Cette activité intense semble toutefois avoir faibli avec les années, et le déclin économique de la ville.
Ce poste prestigieux est aussi l'occasion pour Buxtehude d'entretenir des relations avec les musiciens les plus réputés de son temps, comme Gustav Düben, titulaire de l'église allemande de Stockholm (et dédicataire des Membra Jesu nostri en 1680), et Johann Theile, élève de Schütz, qui séjourne à Lübeck entre 1671 et 1673, avant de s'établir à Hambourg comme Kappelmeister du duc Christian Albert jusqu'en 1685. La proximité de cette grande métropole est importante pour Buxtehude, qui s'y rend probablement assez souvent, et y fréquente, outre Theile, Reinken, titulaire de Sainte-Catherine avec lequel il entretient vraisemblablement une sincère amitié, Matthias Weckmann, titulaire de Saint-Jacques, ou encore Christoph Bernhard, cantor de Saint-Jean et director musices de la ville, de 1664 à 1674.

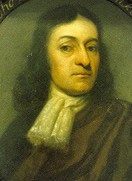
Reinken, proche ami de Buxtehude.

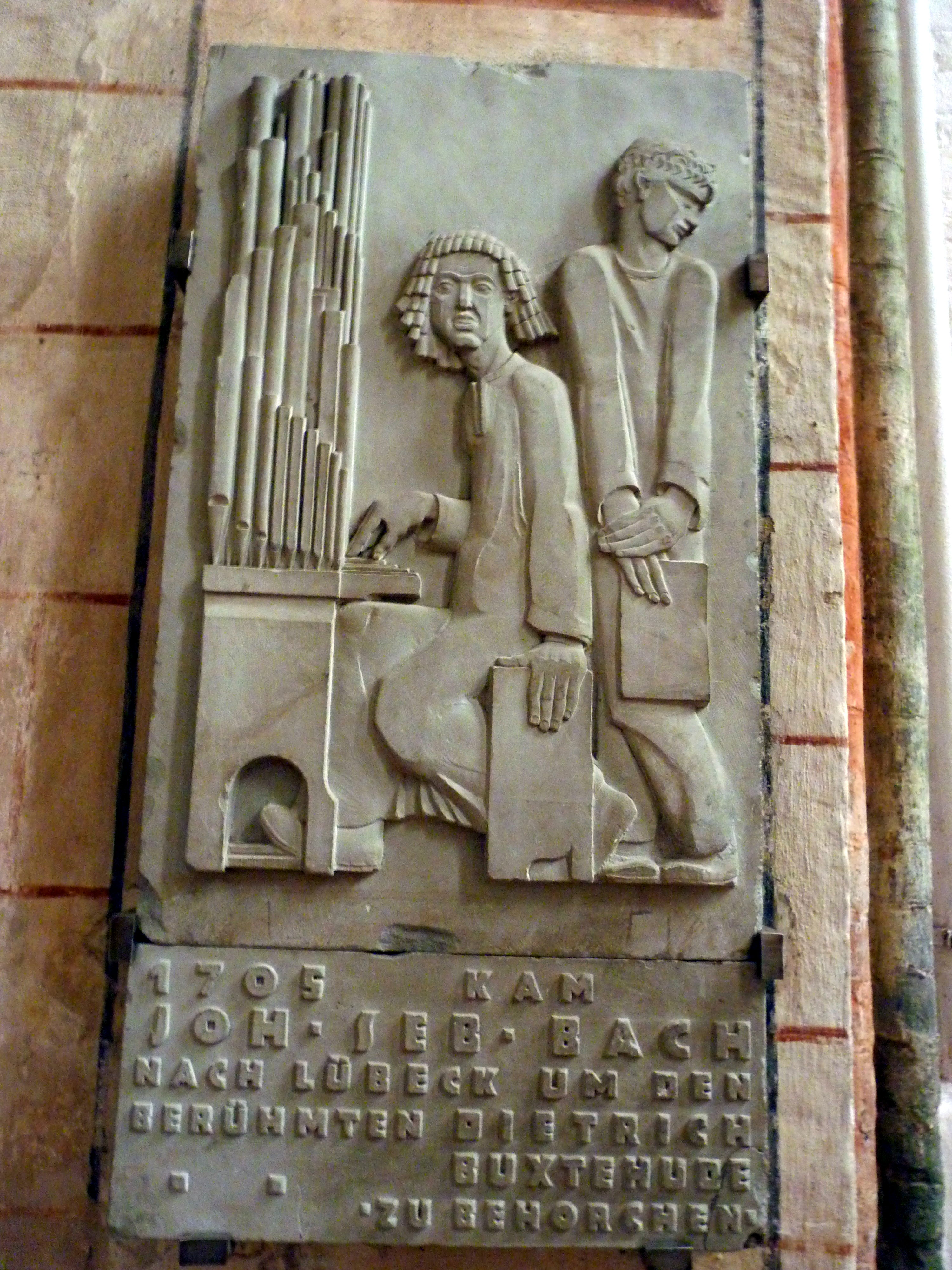
Visite de J.S. Bach à Lübeck en 1705 (Marienkirche)

La réputation de Buxtehude lui permet de nouer d'autres amitiés fructueuses, en particulier avec le grand théoricien Andreas Werckmeister, et de susciter l'admiration de ses contemporains, comme Johann Pachelbel qui lui dédie son Hexachordum Apollinis en 1699. Buxtehude attire par ailleurs des élèves venus de toute l'Allemagne : Daniel Erich en 1675, Ludwig Busbetzky en 1679, puis le talentueux Nicolaus Bruhns en 1682, Georg Dietrich Leyding en 1684, et d'autres encore. Le jeune Bach est probablement son élève le plus connu : en 1705, il se rend à pied d'Arnstadt à Lübeck, où il demeure trois mois, séjour dont on ne connaît pas les détails.

### La succession et la fin
La succession de Buxtehude, qui n'a pas de fils et dont le meilleur élève, Bruhns, est mort prématurément en 1697, préoccupe le conseil de Lübeck qui, dès 1703, invite Johann Mattheson à venir faire acte de candidature. Ce dernier se rend à Lübeck accompagné de son jeune ami Georg Friedrich Haendel, en août 1703. C'est Mattheson qui relate que Buxtehude aurait exigé une clause matrimoniale : son successeur aurait ainsi dû se marier avec l'une des filles de Buxtehude, sans que l'on sache laquelle. Cette clause fut refusée par Mattheson et Haendel, à qui le poste aurait également été proposé, sans que rien n'autorise les interprétations qui ont été faites depuis de cet épisode. L'hypothèse de Philipp Spitta selon laquelle Buxtehude aurait offert au jeune Bach sa succession à la même condition ne se base ainsi sur aucune source, et rien ne vient appuyer la vision d'Albert Schweitzer pour qui « Mademoiselle Buxtehude n'avait ni les agréments de la jeunesse ni ceux de la beauté ».

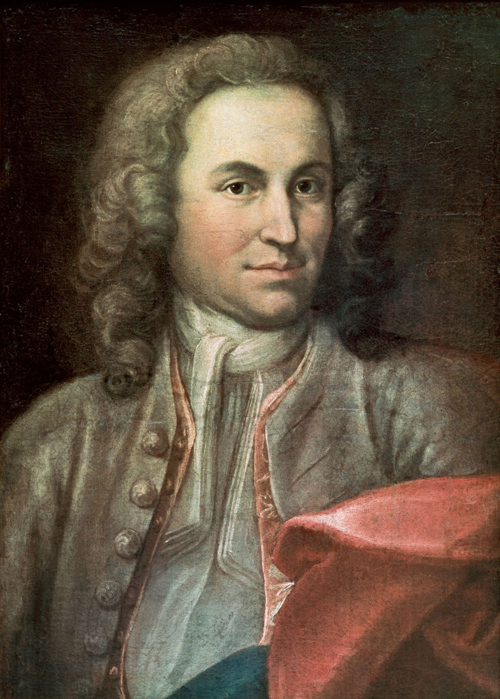
Le jeune Bach parcourt à pied les 400 kilomètres qui séparent Arnstadt de Lübeck, pour rencontrer Buxtehude.

Toujours est-il que Buxtehude désigne pour son successeur Johann Christian Schieferdecker, qui vient s'établir dès la fin de l'année 1705. Dietrich Buxtehude meurt le 9 mai 1707, à soixante-dix ans, et est inhumé le 16 mai dans le caveau de l'église Sainte-Marie où reposent son père et ses quatre filles mortes prématurément. Schieferdecker est élu à sa succession par le conseil de Lübeck le 23 juin, et épouse bien la fille aînée de Buxtehude, Anna Margreta, de quatre ans plus âgée que lui, quelques semaines plus tard.

## Œuvre
Le catalogue des œuvres de Dietrich Buxtehude a été établi par Georg Karstädt en 1974. La numérotation BuxWV (Buxtehude-Werke-Verzeichnis) n'est pas effectuée selon un ordre chronologique, mais par rubriques thématiques, puis par genre, et par ordre alphabétique ou par tonalité. Soit 275 œuvres en tout.

### Œuvres vocales

#### Les cantates conservées
Sur 115 œuvres spirituelles connues, on compte 113 cantates, dont on ne connaît pas avec certitude l'ordre chronologique ni la destination liturgique, et que l'on peut subdiviser en plusieurs genres, dont les frontières ne sont toutefois pas toujours évidentes.
Les arias spirituelles sont les plus nombreuses, avec trente-cinq pièces conservées, faisant intervenir de une à six voix, sur des poésies spirituelles le plus souvent en allemand, de façon très libre mais presque sans contrepoint pour favoriser l'intelligibilité. On peut y joindre huit arias nuptiales, composées sur des poésies libres et pas toujours liturgiques, pour des effectifs très divers, en fonction des moyens financiers engagés par les commanditaires privés de la bourgeoisie lubeckoise. On compte ensuite vingt-sept concerts spirituels, sur des textes bibliques en prose, sans structure strophique, avec une écriture contrapuntique riche, et dont l'exemple le plus connu est le Jubilate Domino BuxWV64, dont la virtuosité peut laisser supposer qu'il aurait été composé pour un soliste extérieur,.

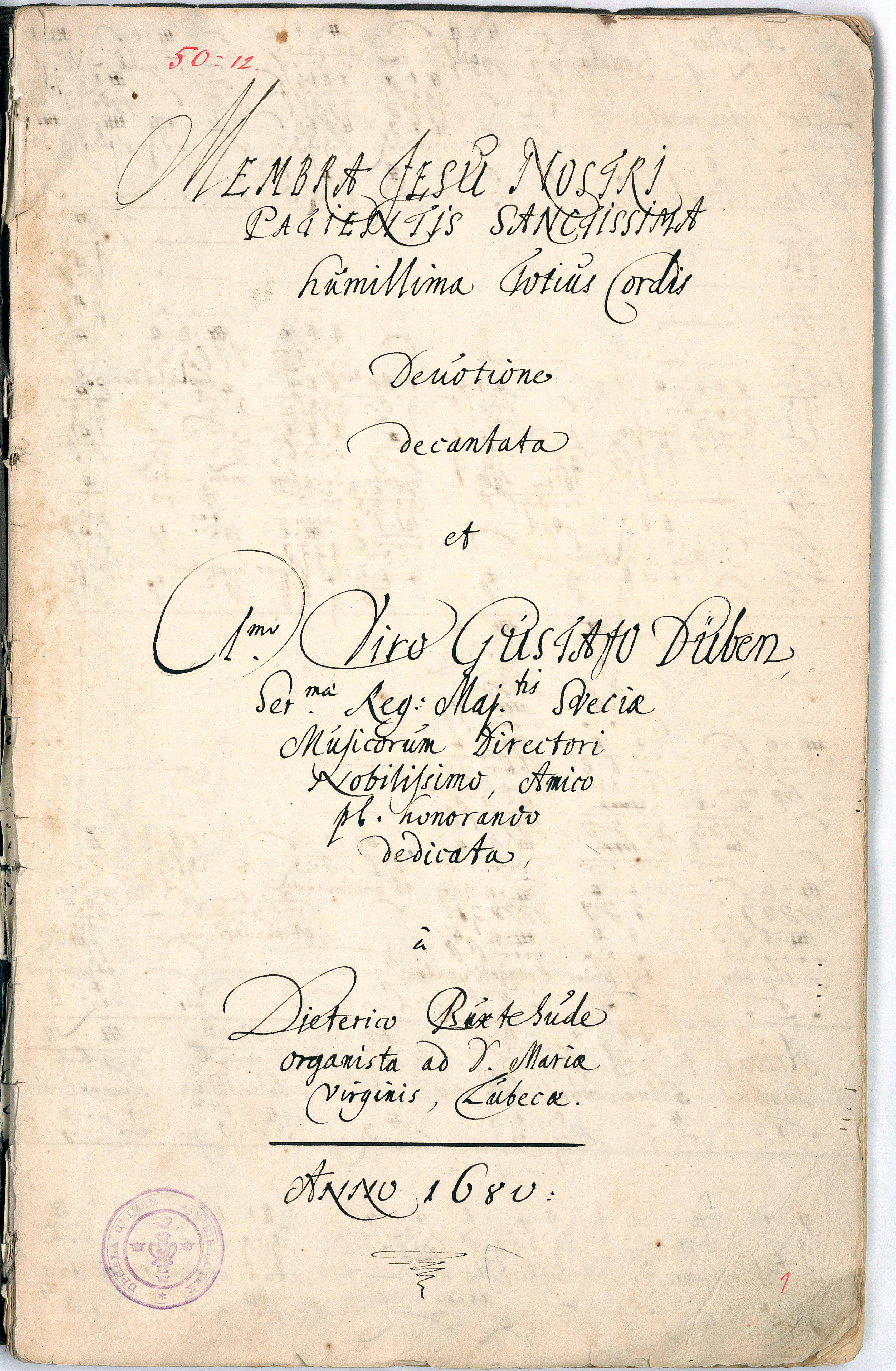
La page de titre de l'autographe des Membra Jesu nostri (BuxWV 75, 1680).

Buxtehude pratique en revanche les chorals de façon assez marginale, avec seize pièces en tout, dont la principale caractéristique est une simplicité laissant entendre la mélodie aux fidèles. La plus remarquable est Herzlich lieb hab ich dich, o Herr (BuxWV 41), pièce composée pour un ensemble important (cinq solistes), qui distingue les trois strophes du choral et les développe longuement.
Une vingtaine d'œuvres combinent l'aria et le concert spirituel, en particulier les sept cantates composant le cycle Membra Jesu nostri (BuxWV 75). Cet ensemble a été exceptionnellement bien conservé puisque l'autographe nous est parvenu. Les sept cantates qui le composent, basées sur le poème latin de la Rhythmica oratio, sont chacune consacrée à l'une des plaies du Christ, sans que l'on sache si elles étaient destinées à être jouées à une même occasion. Enfin, d'autres œuvres ajoutent à la combinaison entre concert et aria des récitatifs ou des chorals ; certaines enfin sont des arias ou des concerts dont la forme est dominée par un ostinato à variations, et dont les exemples les plus fameux sont Herr, wenn ich nur dich hab (BuxWV 38/39) et Jesu meines Lebens Leben (BuxWV 62).

#### Abendmusiken
Si leur première mention explicite dans les délibérations de la paroisse ne date que de 1673, les veillées musicales lubeckoises (en allemand Abendmusiken) sont une innovation du prédécesseur de Buxtehude, Franz Tunder. Celui-ci instaure, peut-être dès 1646, des concerts lors des deux dimanches précédant la Trinité, et des trois dimanches précédant Noël. Ces soirées sont organisées autour d'une cantate dramatique, dans un genre inspiré par Heinrich Schütz et Giacomo Carissimi. Cette tradition ancrée dans la vie locale et financée par la bourgeoisie de la ville, consacrée sous Buxtehude, sera reprise par ses successeurs, et n'est sans doute pas étrangère à la candidature de Mattheson puis au choix de Schieferdecker pour reprendre ses fonctions, ces deux derniers venant de l'opéra de Hambourg. Les Abendmusiken resteront une tradition lubeckoise jusqu'en 1810.
Buxtehude fait de ces veillées une véritable institution, ce dont attestent plusieurs mentions dans des documents administratifs ou financiers. On n'a malheureusement conservé aucune Abendmusik, même si certaines œuvres connues permettent d'imaginer à quoi les veillées pouvaient ressembler. C'est le cas des cantates à grand effectif ainsi que de cantates en dialogues, au sujet desquelles il n'est pas exclu qu'elles aient fait partie de certaines Abendmusiken. À défaut de musique, on connaît du moins certains titres et même le livret complet d'un oratorio de 1678, Die Hochzeit des Lammes BuxWV 128 (Les Noces de l'Agneau), basé sur la parabole des dix vierges. Ces oratorios sont en fait de vastes compositions en cinq parties dont l'exécution est étalée sur les cinq dimanches précédant Noël, selon le calendrier des veillées réorganisé par Buxtehude.
On sait par ailleurs que, confronté à la diminution de ses subventions, Buxtehude recourt en 1700 à une solution  de remplacement en ne faisant pas exécuter d'oratorio, mais des concerts composés de plusieurs pièces pour des effectifs plus modestes.
Deux Abendmusiken datant de décembre 1705, méritent une attention particulière. Il s'agit de deux oratorios exécutés certes pendant l'Avent, mais en semaine et sur des livrets indépendants, le 2 décembre en hommage à l'empereur Léopold Ier, mort au cours de l'année (Castrum Doloris), et le 3 décembre en celui de son successeur, Joseph Ier (Templum Honoris). Ces concerts correspondent de plus à la période à laquelle le jeune Bach se trouvait à Lübeck, et il semble vraisemblable qu'il ait figuré parmi les musiciens. Les livrets des deux oratorios ont été conservés, mais la musique en est perdue ; on sait toutefois que l'effectif instrumental était très important (vingt-cinq violons, double chœur de vents, double chœur de voix).

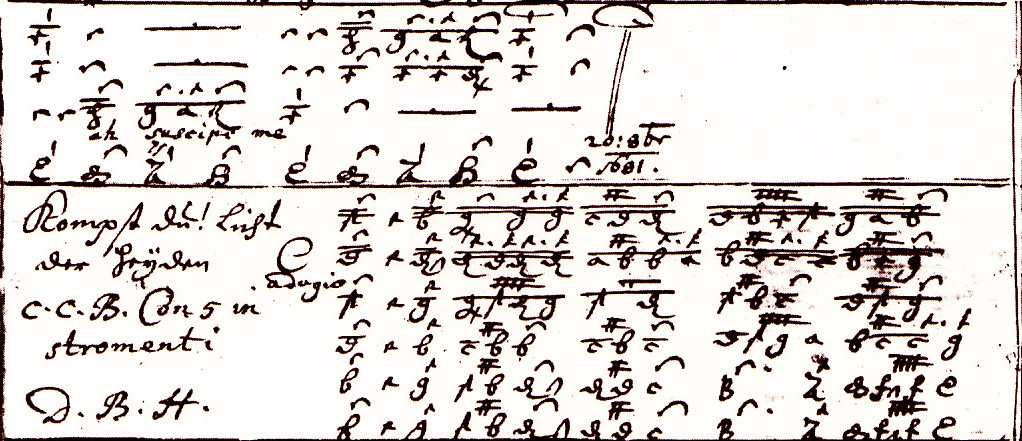
Tablature d'orgue (partition de continuo de la cantate O dulcis Jesu, BuxWV 83, copie de Gustav Düben).

### Œuvres pour orgue
Le corpus des pièces pour orgues de Buxtehude qui nous sont parvenues est le plus important connu avant Bach, à l'exception de Pachelbel : quatre-vingt-neuf pièces inscrites au catalogue, dont aucune n'est éditée de son vivant, probablement en raison des limites techniques imposées par la composition typographique à caractères mobiles. On ne connaît pas non plus d'autographe du compositeur, mais les pièces nous sont connues grâce aux nombreuses copies de ses contemporains, notées en tablature allemande. La chronologie de ces œuvres est assez hypothétique, mais la virtuosité de certaines pièces, notamment libres, influencées par le stylus phantasticus, permet d'imaginer le talent d'interprète de Buxtehude.

#### Les élaborations sur chorals
Plus de la moitié de ces pièces sont fondées sur des chorals, selon la liturgie luthérienne. Les préludes de choral, au nombre de trente-deux, sont très variés, la complexité de certains les rattachant probablement à une époque plus tardive. La mélodie disparaît parfois presque totalement derrière l'ornementation, comme dans Erhalt uns, Herr, bei deinem Wort (BuxWV 185), Nun bitten wir den Heiligen Geist (BuxWV 208) et surtout In dulci Jubilo (BuxWV 197). En 1701, les pasteurs de Sainte-Marie firent suspendre des panneaux dans l'église, afin que les paroissiens connaissent le numéro des chorals dans leurs livres de chant, ce qui témoigne de la difficulté grandissante à les reconnaître.
On possède aussi six élaborations en variations, et neuf fantaisies d'une grande richesse, en particulier Ich dank dir, lieber Herre (BuxWV 194) et Nun freut euch, lieben Christen g'mein (BuxWV 210). Ces pièces très en vogue devaient pouvoir être jouées aussi bien dans un cadre liturgique que lors des Abendmusiken.

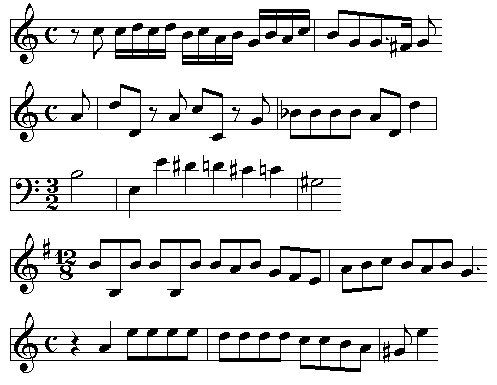
Les sujets des épisodes fugués des préludes BuxWV 137, 140, 142 (deux sujets) et 153.

#### Les pièces libres
Le catalogue des œuvres de Buxtehude comprend quarante et une pièces libres, dont quinze sans pédalier, courtes compositions peut-être composées pour le clavecin, relevant du genre de la canzone importé d'Italie.
Les vingt-deux pièces recourant au pédalier, sont pour l'essentiel des préludes, genre qui se développe alors en Europe du Nord et comprend généralement un épisode fugué, qui deviendra indépendant avec les préludes et fugues de la génération de Bach. Certains préludes de Buxtehude comprennent déjà une fugue très développée, comme le prélude en fa majeur BuxWV 145. Trois toccatas et un preambulum sont à rapprocher de cet ensemble et devaient avoir une fonction comparable, sans doute pour accompagner l'entrée et la sortie de la messe. Ces œuvres sont constituées de plusieurs épisodes enchaînés, de styles contrastés. Buxtehude est surtout familier de la structure en cinq parties, que l'on observe dans neuf préludes, et que reprendra Bruhns, tandis que les deux diptyques BuxWV 145 et 157, très complexes, préfigurent la formule qui se généralisera plus tard, comme chez Bach. L'influence du stylus phantasticus est la plus visible dans ces pièces, notamment dans les introductions, improvisées sur un même motif.

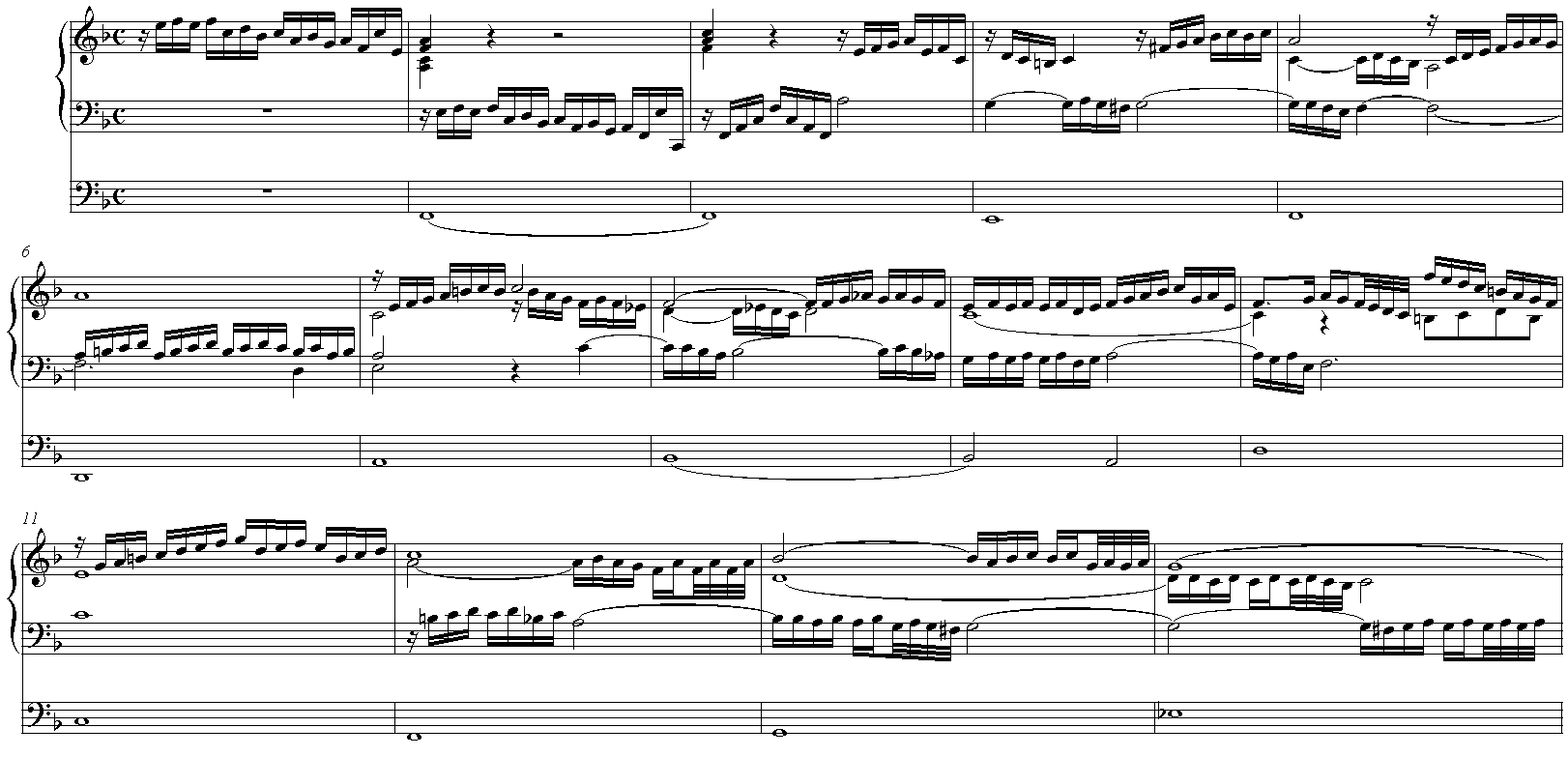
L'introduction du prélude en fa majeur BuxWV 145.

Enfin, trois pièces pour orgues sont explicitement fondées sur un ostinato (même si Buxtehude y recourt aussi dans certains préludes ou fantaisies de choral) : les deux chaconnes en ut mineur (BuxWV 159) et en mi mineur (BuxWV 160), et surtout la fameuse passacaille en ré mineur (BuxWV 161). Celle-ci, de composition sans doute tardive, montre une profonde maîtrise : l'ostinato est répété 28 fois, à travers 28 variations qui suivent un chemin tonal (ré mineur, fa majeur, la mineur, ré mineur) reflétant l'accord de ré mineur en même temps que les quatre mesures de l'ostinato. Les variations sont elles-mêmes structurées avec rigueur et inventivité.

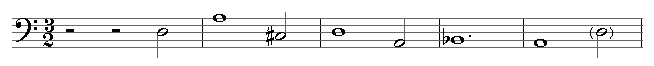
L'ostinato de la passacaille en ré mineur.

### La musique pour clavecin
On a conservé de la production pour clavecin de Buxtehude dix-neuf suites et six séries de variations. Les suites sont de structure classique (allemande, courante, sarabande, gigue), sans prélude mais avec de fréquentes originalités (absence de gigue, ou redoublement de certaines danses). Les séries de variations comprennent de trois (Aria Rofilis en ré mineur, BuxWV 248, sur un thème du Ballet de l'Impatience de Lully) à trente-deux variations (Aria La Capricciosa en sol majeur, BuxWV 250, sur la Bergamasque).

### La musique de chambre
On compte également vingt-deux sonates de musique de chambre, la plupart en trio, dont quatorze éditées du vivant de Buxtehude en deux recueils (publiés en 1694 (?) et 1696). Le nombre de mouvements (trois à sept) et la durée sont très inégaux.

## Influence et postérité
Si l'on fait exception  de Bruhns et de Bach les élèves et admirateurs de Buxtehude n'ont guère marqué l'histoire de la musique, et son influence sur la musique de son temps n'est guère perceptible. C'est pourtant grâce à ses élèves et à ses relations qu'une partie de l'œuvre de Buxtehude a survécu, les pièces éditées ou encore les manuscrits autographes étant très rares.

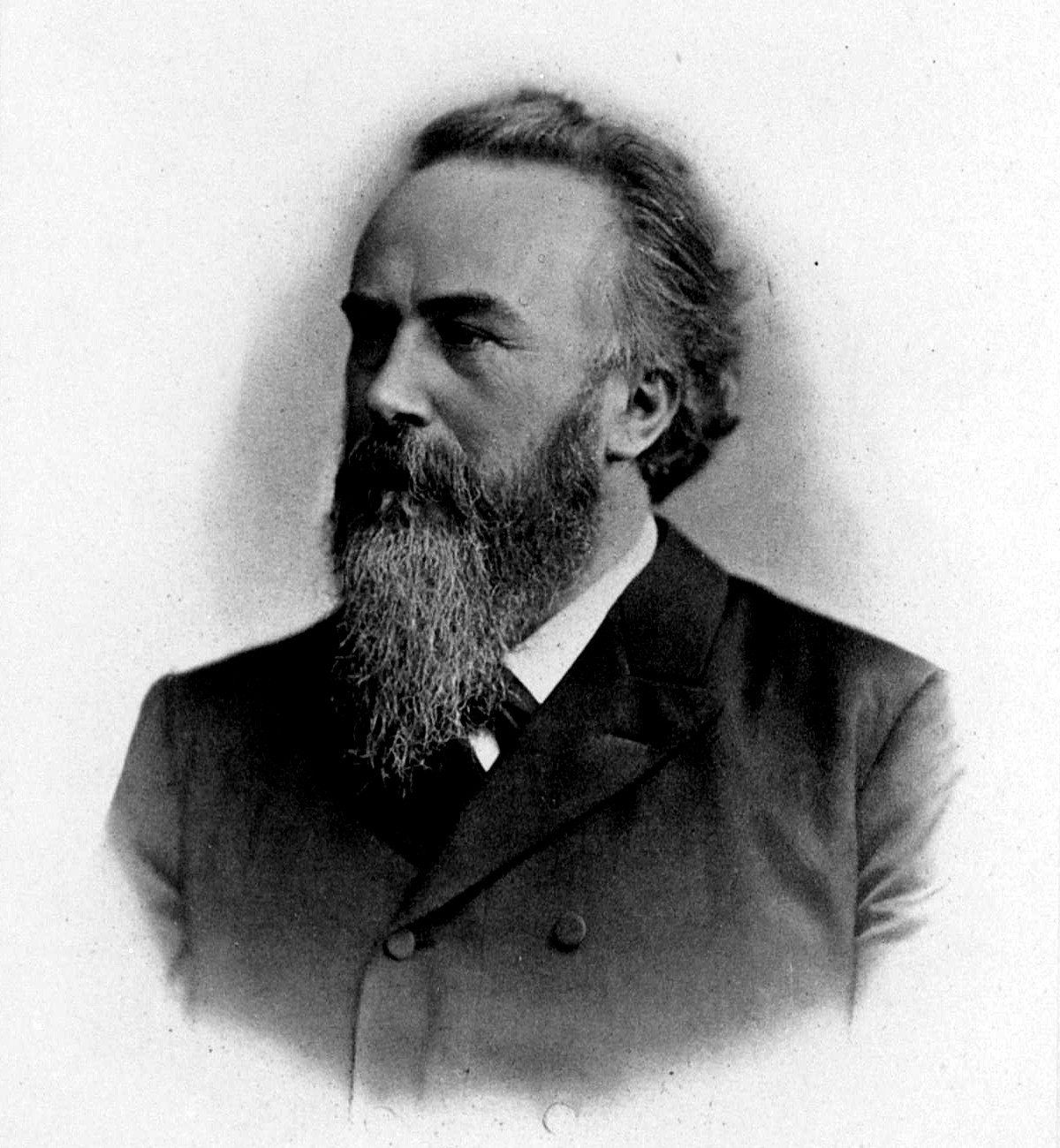
Philipp Spitta, premier à redécouvrir Buxtehude au XIXe siècle.

En effet, la majorité des œuvres conservées de Buxtehude nous ont été transmises par des copies, notamment celles de la collection de Gustav Düben, aujourd'hui conservée à la bibliothèque d'Uppsala. C'est en effet grâce à l'amitié de Düben avec Buxtehude, qui lui envoyait des copies d'œuvres pour leur exécution à Stockholm, qu'une centaine de ses œuvres vocales, nous sont connues. Il faut y ajouter une vingtaine d'œuvres vocales conservées par le biais de la tablature de Lübeck, sous la direction du compositeur. D'autres pièces, surtout pour orgue, nous sont parvenues par différents copistes faisant ou non partie de l'entourage du compositeur (Friedrich Gottlieb Klingenberg, Georg Österreich, Heinrich Bokemeyer (de)), et surtout les nombreux proches de Bach, parents, élèves et amis, en particulier son frère aîné Johann Christoph Bach III et son cousin Johann Gottfried Walther,.

### Redécouverte
Oublié, Buxtehude fait l'objet de travaux du musicologue allemand Philipp Spitta qui le découvre dans le cadre de son étude sur Bach. Spitta est le premier à redécouvrir des partitions de Buxtehude, et les publie avec enthousiasme, partageant ses découvertes, comme la passacaille en ré mineur qu'il envoie à son ami Johannes Brahms. Spitta fait publier les œuvres pour orgue de Buxtehude à partir de 1873, ce qui explique peut-être que ce pan de l'œuvre de Buxtehude soit le plus joué et le plus connu du public. D'autres éditions de la musique de Buxtehude se sont suivies (en particulier l'édition critique initiée par Wilibald Gurlitt en 1925 et menée à terme par Kerala J. Snyder (en)), ainsi que de nombreux enregistrements, bien que certaines œuvres vocales ou de musique de chambre demeurent presque ignorées.
Dietrich Buxtehude a également fortement influencé le jeune Gustav Mahler.

## Hommages
L'astéroïde (4344) Buxtehude est nommé en son honneur.

### Éditions
- Broude Brothers (Wilibald Gurlitt, Kerala J. Snyder)
- Breitkopf (Klaus Beckmann)
- Bärenreiter (Christoph Albrecht)
- Hansen (Josef Hedar)
- Dover (réimpression d'éditions anciennes)
- OrganScore (Renaud Vergnet, édition urtext sans problème de tourne)

### Discographie sélective
- Opera omnia, Ton Koopman, Amsterdam Baroque Orchestra & Choir et al., Antoine Marchand/Challenge Classics, 2006-2014 (20 vol.)

#### Musique vocale
Membra Jesu nostri
- Knabenchor Hannover, Amsterdam Baroque Orchestra, Ton Koopman, Erato (ECD 75378, rééd. 0630-17760-2, 2292-45295-2), 1988
- Concerto Vocale, René Jacobs, Harmonia Mundi (HMA 1951333), 1990
- Monteverdi Choir, English Baroque Soloists, Fretwork, John Eliot Gardiner, Archiv (447 298-2), 1996
- Chœur de la radio suisse italienne, Sonatori de la Goiosa Marca, Accademia strumentale italiana (Vérone), Diego Fasolis, Naxos (8.553787), 1997
- Bach Collegium Japan, Masaaki Suzuki, BIS (CD-871), 1998
- Cantus Cölln, Konrad Junghänel, Harmonia Mundi (HMC 901912), 2006

Autres
- Kantaten (BuxWV 36, 77, 48, 50, 82, 6, 73, 19, 45, 107, 59, 69, 32, 98, 76/2), Ricercar Consort, Philippe Pierlot, Ricercar (RIC 252), enregistrements 1987-1990
- Cantates (BuxWV 29, 72, 56, 44, 12, 43, 62, 33, 6, 64, 52, 110, 77, 51, 46, 39, 79), Knabenchor Hannover, Amsterdam Baroque Orchestra, Ton Koopman, Erato (ECD 75374, rééd. 0630-17759-2), 1988
- 6 cantates (BuxWV 78, 62, 76, 31, 41, 15), Anima Eterna & The Royal Consort, Collegium Vocale, Jos van Immerseel, Channel Classics (CCS 7895), 1994
- Musique vocale 1 (BuxWV 84, 83, 76, 105, 95, 32, 98, 97, 38), Emma Kirkby, John Holloway, Manfredo Kraemer, Jaap ter Linden, Lars Ulrik Mortensen, Dacapo (8.224062), 1997
- Cantates sacrées (BuxWV 41, 34, 79, 50, 31, 10), Cantus Cölln, Konrad Junghänel, Harmonia Mundi (HMC 901629), 1997
- Cantates (BuxWV), Knabenchor Hannover, Amsterdam Baroque Orchestra, Ton Koopman, Erato (0630-17758-2), 1997
- O fröhliche Stunden (BuxWV 71, 49, 92, 37, 98, 164, 84, 175, 38), Hans Jörg Mammel, Ensemble La Fenice, Jean Tubéry, Alpha (113), 2006
- Jesu, meine Freude (BuxWV 62, 4, 15, 39, 109, 76, 10), Ensemble Jacques Moderne, Joël Suhubiette, Ligia Digital (Lidi 0202183-07), 2007

#### Orgue
Intégrales
- Walter Kraft, Vox (rééd. CD6X 3613), 1963
- Marie-Claire Alain, Erato (EDO 207 à 213, rééd. ECD 75370), 1969
- René Saorgin, Harmonia Mundi (HMX 2901484.88), 1967-1970
- Michel Chapuis, Valois, 1972-1973
- Jean-Charles Ablitzer, Harmonic Records, 1987-1989
- Harald Vogel, MDG (314 1438-2), 1986-1993
- Ulrik Spang-Hanssen, NCA (rééd. 6 CD), 2005
- Olivier Vernet, Ligia digital (Lidi 0104144-04), 1995
- Helga Schauerte-Maubouet, Syrius (SYR 141.347/348/359/366/371), 2000-2002
- Bernard Foccroulle, Ricercar (RIC 250), 2003-2006
- Éric Lebrun avec Marie-Ange Leurent, Bayard Musique, 2006

Autres
- Le Voyage du nord (BuxWV 213, 211, 202, 178, 184, 223, 197), Jean-Charles Ablitzer, Stil, 1985
- Œuvres pour l'orgue (BuxWV 137, 184, 161, 211, 197, 174, 217, 139, 212, 163, 223, 149), Ton Koopman, Novalis (NVS 150482), 1994
- Œuvres pour l'orgue (BuxWV 149, 223, 146, 197, 139, 211, 137, 183, 140, 199, 142, 178, 145, 153, 174, 161, 160, 159, 171, 203, 182, 155, 218, 156, 207), Marie-Claire Alain, Erato (0630129792), 1996 (enregistrement 1988)
- Œuvres pour l'orgue (BuxWV 203, 161, 160, 157, 140, 174, 153, 188, 146, 168, 155), Rainer Oster, Arte Nova (74321 63633-2), 1999

#### Clavecin
- Pièces pour clavecin (BuxWV 163, 234, 164, 166, 226, 174, 248, 250), Rinaldo Alessandrini, Astrée Auvidis (E 8534), 1995
- Œuvres pour clavecin (BuxWV 165, 223, 233, 176, 226, 249, 166, 179, 225 ; 247, 242, 174, 245, 171, 235, 170, 215 ; 243, 168, 238, 162, 250), Lars Ulrik Mortensen, Dacapo (3 vol., 8.224116 à 18, rééd. Naxos 8.570579 à 81), 1999

#### Musique de chambre
- Abendmusik (BuxWV 161, 257, 267, 261, 160, 252, 266, 76, 253), Capriccio Stravagante, Skip Sempé, Deutsche Harmonia Mundi (05472773002), 1993
- Intégrale de la musique de chambre, John Holloway, Jaap ter Linden, Lars Ulrik Mortensen et al., Marco Polo/Dacapo (3 vol., 8.224003 à 05, rééd. Naxos 8.557248 à 50), 1994-1995
- Ciaccona : il mondo che gira (BuxWV 38, 259, 161, 272, 261, 160, 264, 92), Ensemble Stylus Phantasticus, Alpha (047), 2003

### Partitions
- « Buxtehude » (partitions libres de droits), sur l'IMSLP
- Partitions sur la Choral Public Domain Library (ChoralWiki)
- Prélude pour orgue en sol mineur, BuxWV 150, éd. Alexandre Guilmant (1900)
- Fugue pour orgue en ut majeur, BuxWV 174, éd. Alexandre Guilmant (1900)